# Cherchell
Cherchell (in arabo شرشاﻝ, traslitterato Sharshāl) è una città costiera dell'Algeria, nella provincia di Tipasa, situata a circa 80 chilometri ad ovest da Algeri.

## Storia antica
La città nacque come insediamento egiziano risalente all'incirca al XVI secolo a.C. Gli archeologi hanno trovato i resti di una divinità egizia, costruita in basalto nero, che portava il cartiglio del faraone egizio Thutmose II.
Successivamente, nel IV secolo a.C., i Fenici si insediarono nella città, che sotto il loro dominio veniva chiamata Iol o Jol. La città divenne poi parte della Numidia sotto il regno di Giugurta, che morì nel 104 a.C. Durante questo periodo la città divenne molto importante per la monarchia e i generali numidi, tanto che Bocco I e Bocco II vissero in questa città, come anche occasionalmente altri regnanti della Numidia.
L'ultimo re numida Giuba II e sua moglie, la principessa greca di stirpe tolemaica Cleopatra Selene II, furono costretti a fuggire a causa della rivolta delle popolazioni locali che disapprovavano la loro eccessiva "romanizzazione". La rivolta sfociò in una guerra civile che perdurò dal 26 a.C. al 20 a.C. L'imperatore romano Augusto intervenne per sedare la sommossa e divise in due il regno numida: una metà del regno divenne un'estensione della provincia romana dell'Africa Nova, mentre la Numidia Occidentale e la Mauretania (ovvero la seconda metà) divennero un unico regno. La città di Iol venne quindi ribattezzata Caesaria o Caesarea, in onore dell'imperatore romano. Cesarea sarebbe in seguito diventata la capitale del regno di Mauretania, uno dei più importanti e fedeli alleati dell'Impero Romano.
Giuba e Cleopatra non ribattezzarono soltanto la nuova capitale in onore di Roma, ma ne ricostruirono l'architettura in pieno stile romano. La ricostruzione e i progetti architettonici trassero ispirazione fondendo insieme lo stile dell'architettura egizia, greca e romana. I monarchi venivano seppelliti nei loro mausolei, che possono essere ancora visitati. La capitale e il suo regno prosperarono fino al 40 d.C., quando il suo ultimo monarca, Tolomeo di Mauretania, fu assassinato mentre era in visita a Roma.
Nel 44, dopo quattro anni di rivolta sanguinosa, l'imperatore Claudio divise il regno di Mauritania in due province. Caesaria divenne la capitale della Mauretania Caesariensis, una delle due province. Claudio diede a Caesaria due nomi: la capitale Caesariensis mentre la città divenne una colonia romana Colonia Claudia Caesarea. La città è anche nota per essere stata il luogo di nascita dell'imperatore Macrino e del grammatico greco Prisciano. Dal 314 all'484, quattro vescovi titolari e un donatista servirono la locale comunità cristiana. Caesaria fu anche la città natale di Marciana, considerata santa dalla Chiesa cattolica (si festeggia il 9 gennaio) e di San Zeno, patrono di Verona (si festeggia il 12 aprile, il 21 maggio a Verona). La vergine martire fu accusata di vandalismo a una statua della dea Diana, e dopo varie torture fu sbranata e uccisa da un toro e un leopardo nell'anfiteatro di Caesaria. Alla fine del quarto secolo, i Vandali bruciarono la città, ma sotto l'imperatore bizantino Giustiniano I, la città fu riconquistata, ricostruita e riportata all'antico splendore.

## Storia moderna

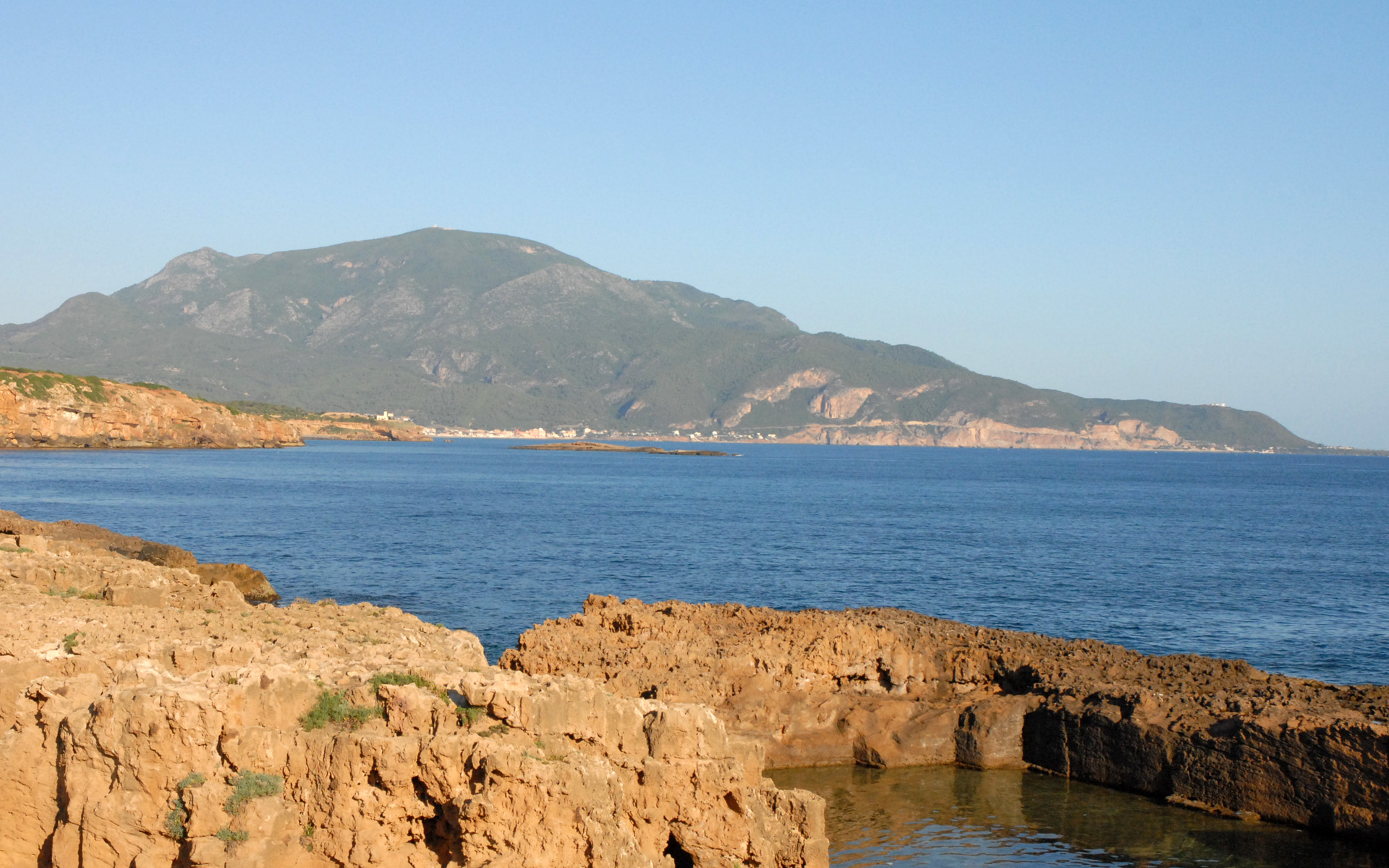
Baia di Cherchell e Monte Chenoua sullo sfondo

Gli arabi nell'VII secolo conquistarono l'Algeria e introdussero l'Islam nella regione. La città venne rinominata Sharshal; Cherchell è la traduzione dal francese del nome arabo della città.
Sotto l'occupazione turca la città subì numerosi invasioni da parte dei pirati, ma gradualmente essa finì sotto il controllo delle marine europee (in particolare della marina francese). Nel 1520, Khayr al-Din Barbarossa catturò la città. Suo fratello maggiore Aruj Barbarossa costruì un forte sopra la città, che venne completamente distrutto durante l'occupazione francese.
Nel 1738 un terremoto devastò la città. Nel 1840 forze francesi occuparono la città e vi costruirono diversi monumenti.
Durante il secondo conflitto mondiale Cherchell servì da base aerea per le United States Army Air Forces. Nella città sono presenti industrie di marmo, cave di gesso e miniere di ferro. Inoltre  è sede dell'accademia militare interarmi delle forze armate algerine.
Cherchell è una delle località turistiche più popolari in Algeria. Cherchell possiede vari splendidi templi e monumenti dei periodi punico, numido e romano. L'antico porto romano non è più utilizzato a fini commerciali ed è stato parzialmente riempito da depositi alluvionali oltre ad essere stato colpito da terremoti.